# Delminium

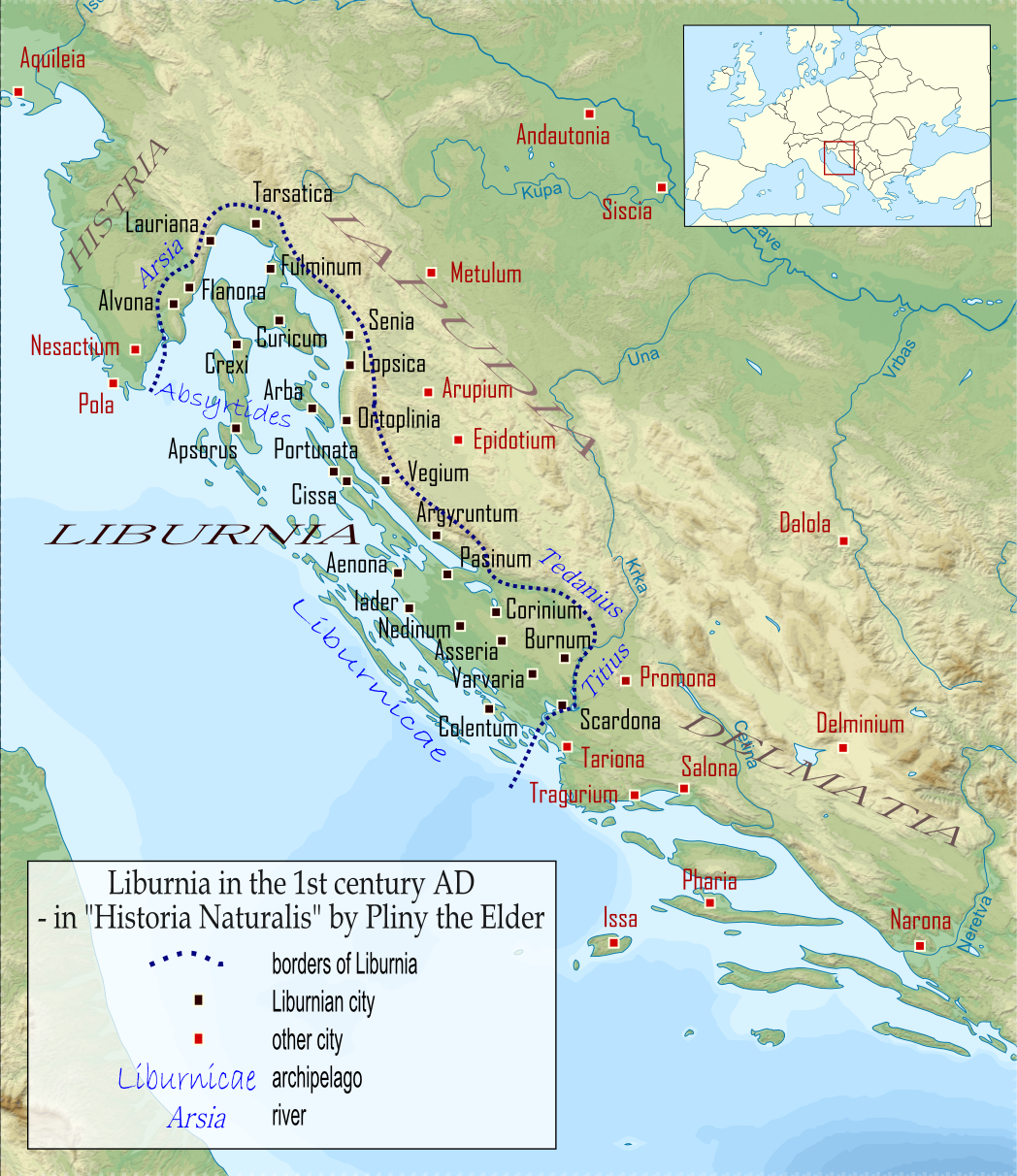
Localización de Delminium

Delminium (en croata: Delminij) era una ciudad Iliria, capital de Dalmacia que estaba ubicada en algún lugar cerca de la actual Tomislavgrad, Bosnia y Herzegovina, bajo cuyo nombre también fue la sede de una diócesis latina.

## Nombre
El topónimo Delminium tiene la misma raíz que el nombre tribal dalmatae y el nombre regional Dalmatia. Se considera que está conectado con el albanés dele y sus variantes que incluyen la forma Gheg delmë, que significa "oveja", y el término albanés delmer, "pastor" . Según Vladimir Orel, la forma de Gheg delme apenas tiene nada en común con el nombre de Dalmatia porque representa una variante de dele con *-mā, que en última instancia proviene del proto-albanés *dai lā. El antiguo nombre Dalmana, derivado de la misma raíz, atestigua la avance de los ilirios hacia el medio Vardar, entre las antiguas ciudades de Bylazora y Stobi. El topónimo eslavo medieval Ovče Pole ("llanura de ovejas" en eslavo del sur) en la región cercana representa un desarrollo posterior relacionado. En Albania, Delvinë representa un topónimo vinculado a la raíz *dele.
La forma Dalmatae y el respectivo nombre regional Dalmacia son variantes posteriores como ya se ha señalado por Appian (siglo II d. C.). Su gramático contemporáneo Velius Longus destaca en su tratado sobre ortografía que la forma correcta de Dalmatia es Delmatia, y señala que Marcus Terentius Varro que vivió unos 2 siglos antes de Appian y Velius Longius, usaron la forma Delmacia ya que correspondía al principal asentamiento de la tribu, Delminium. El topónimo Duvno es una derivación de Delminium en croata a través de una forma intermedia *Delminio en la antigüedad tardía.

## Investigación histórica
La ubicación del antiguo Delminium cerca de la actual Tomislavgrad fue reportada por primera vez por Karl Patsch. Basó su conclusión en la investigación arqueológica entre 1896 y 1898, que ubicó asentamientos antiguos en Crkvina y Karaula en Tomislavgrad. Patsch localizó a Delminium a 9 km al sureste de Tomislavgrad en la montaña Lib. La conclusión de Patsch pronto fue aceptada por muchos otros investigadores notables, incluidos Ferdo Šišić, Vladimir Ćorović, Ćiro Truhelka y otros.
Basado en la posición de Delminium y su fuerza y resistencia al ejército romano, Patsch concluyó que Delminium sirvió como un centro de los dálmatas. Estas observaciones se basaron en los escritos de Estrabón, Apiano y Floro.
El área ha sido habitada por la tribu iliria de dálmatas y Delminium fue una ciudad establecida por ellos cerca de la actual Tomislavgrad.
El área de Tomislavgrad estaba poblada incluso antes de que llegaran los ilirios, como lo atestiguan algunos restos de hachas de piedra pulida que datan del Neolítico (4000 a. C.-2400 a. C.). Del mismo modo, pocos restos datan de la siguiente Edad del Bronce (1800 a. C.-800 a. C.): 34 hoces de bronce, 3 hachas y 2 lanzas encontradas en Stipanjići y Lug cerca de Tomislavgrad, y un hacha de bronce encontrada en Letka, se guardaron en la colección arqueológica en el monasterio en Široki Brijeg, que fue destruido en un incendio al final de Segunda Guerra Mundial. Solo una hoz y un hacha sobrevivieron al incendio. Esos hallazgos atestiguan que la población de la zona en ese momento eran ganaderos, agricultores y guerreros.
Los restos materiales de los ilirios son mucho más abundantes. En las laderas de las montañas que rodean Tomislavgrad, los ilirios construyeron un total de 21 fuertes que sirvieron como torres de vigilancia y obras defensivas. También hay muchos lugares de enterramiento que datan de la Edad del Bronce y del Hierro hasta la conquista romana. Los bienes funerarios recuperados incluyen joyería y otros artículos. Aparte de los ilirios, otros habitantes de la zona incluían a los celtas, cuya incursión en los Balcanes comenzó en el siglo IV a. C., aportando una mayor cultura, artesanía y mejores armas. Los celtas eran pocos y pronto fueron asimilados a los ilirios.
Cuando los romanos conquistaron el territorio de la tribu iliria de los ardieos al sur, los dálmatas y su unión tribal estaban entre los últimos bastiones de la autonomía iliria. Los dálmatas atacaron los puestos de guardia romanos cerca de Neretva, las ciudades mercantiles griegas y la tribu iliria amiga de los romanos Daorsi. Mejoraron su asentamiento en un fuerte y rodearon su capital con un anillo de fuertes más pequeños. Los informes de los escritores de esa época dicen que Delminium era una "gran ciudad", casi inaccesible e inexpugnable. Se supone que en ese momento vivían 5000 dálmatas en Delminium.
En 167 a. C., los fuertes de Iliria no pudieron detener a las legiones romanas; después de que los romanos conquistaran toda la costa del Adriático al sur del Neretva y después de que el estado de Ardiea fuera destruido, los dálmatas no pudieron evitar el conflicto con los romanos. En 156 a. C. tuvo lugar el primer conflicto entre los dálmatas y los romanos, que terminó al año siguiente con la derrota de los delmatas. Los generales romanos Fígulo y Cornelius Scipio Nasica conquistaron, destruyeron y quemaron Delminium, supuestamente disparando flechas ardientes contra casas de madera. Después de varias revueltas lideradas por los dálmatas y tres guerras entre ellos y los romanos, su resistencia finalmente fue sofocada en la Gran revuelta iliria que terminó en el 9 d. C.

### Dominio romano

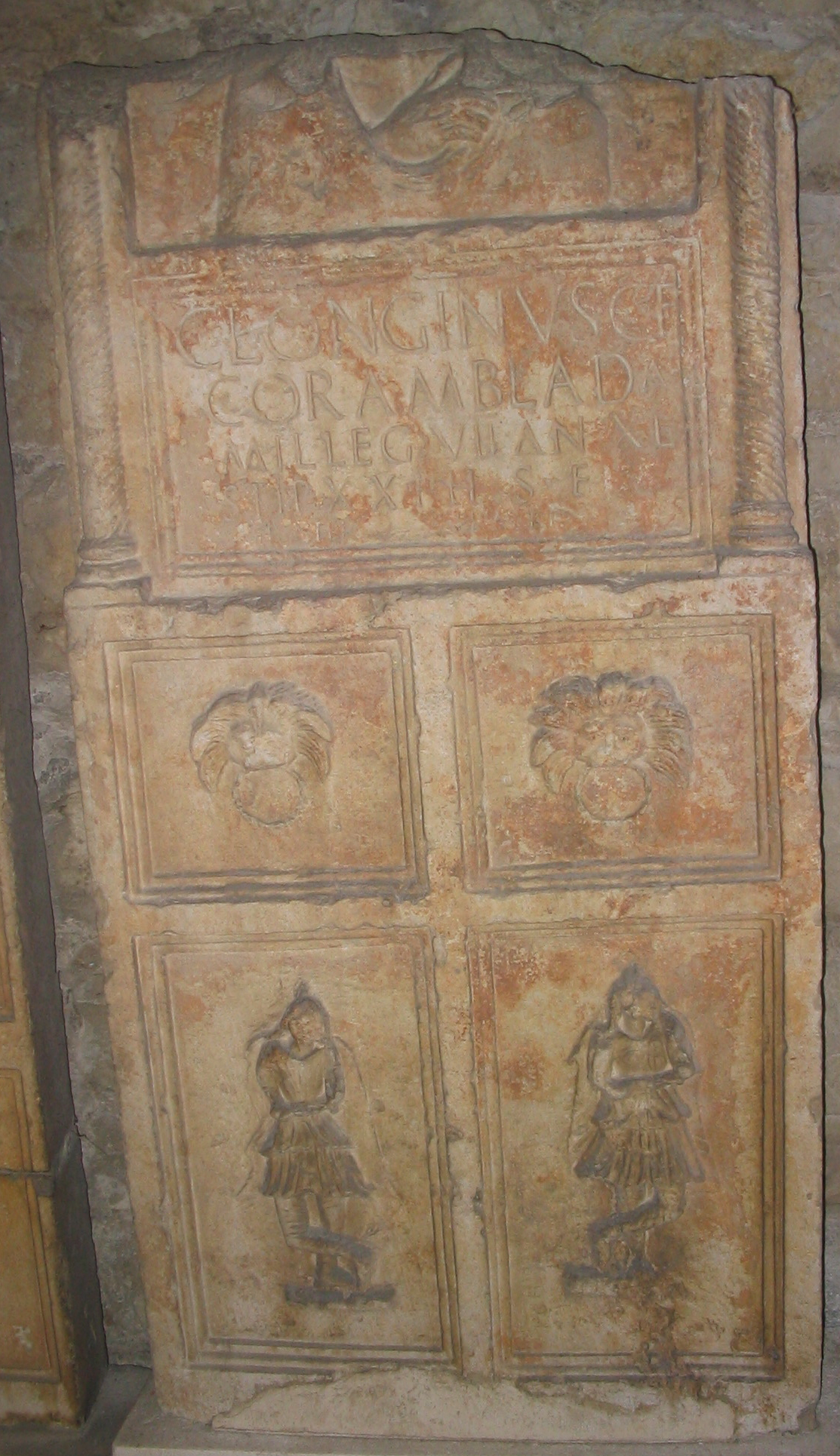
Tumba del soldado legionario Caius Longinus de Amblada que murió en Delminium. La tumba ahora se encuentra en un museo en Split, Croacia

Después de la conquista romana de Delminium, los romanos comenzaron a construir carreteras y puentes. Las carreteras que conducían al continente de los Balcanes desde la costa del Adriático en Salona (Solin) y Narona (Vid cerca de Metković) se cruzaban en Delminium (Tomislavgrad). Aún quedan restos de aquellas y otras calzadas romanas. Los romanos introdujeron su cultura, lengua, legislación y religión. Durante los siguientes 400 años, Delminium estuvo en paz.
Después de que los romanos finalmente derrotaron a Dalmataes, Tomislavgrad fue casi abandonada. También hubo, durante algún tiempo, un equipo militar de romanos estacionado allí para mantener a los ilirios bajo control. Los romanos comenzaron a reconstruir Delminium en 18 y 19 dC en tiempos del emperador Tiberio. Durante ese tiempo, se construyó el centro de la ciudad, un foro romano. Este foro se construyó en posesión de la actual basílica de Nikola Tavelić. En 1896, Fra Anđeo Nunić descubrió varias esculturas de deidades romanas, fragmentos de sarcófagos y fragmentos de columnas de iglesias cristianas medievales. iglesia. De todos esos descubrimientos, los más destacados son dos monumentos votivos y altares dedicados a la diosa Diana, un altar dedicado al dios nativo ilirio Armatus y un plato votivo dedicado a la diosa Libera. Más tarde, también se encontró un relieve de la diosa Diana y un relieve de Diana y Silvanus juntos. Además, se encontraron nuevos altares, fragmentos de sarcófagos, cerámica de barro, partes de columnas y varios otros hallazgos de la época romana y altomedieval. Esto llevó a la conclusión de que en el lugar del actual cementerio católico "Karaula" (que anteriormente era un puesto fronterizo militar otomano y una caseta de vigilancia) había un santuario y cementerio romano e ilirio.
En 1969, se encontró una tablilla, que formaba parte de un altar, cerca del pueblo Letka. Está dedicado al dios romano de la guerra, Marte por un soldado de la 9ª Legión. Un año después, en el pueblo Prisoje, se encontró una fuente cristiana y parte de una tumba, hecha por el padre Juvenal para su hijo Juvenal.

### Después del Imperio romano
Delminium sobrevivió durante dos siglos durante las grandes migraciones. Durante ese tiempo, Delminium sufrió daños parciales y, en algún lugar a mediados del siglo V, el foro romano fue destruido.
Después del colapso del Imperio romano en 476, Delminium fue gobernada por los godos germánicos entre 493 y 537. Después de que Delminium cayó bajo el Imperio bizantino en 573, la ciudad se recuperó por completo. Pero pronto volvió a sufrir graves daños por los recién llegados y fue retirado del Imperio bizantino en el año 600.
A mediados del siglo VII, Delminium estaba habitado por croatas.